# Tahnun bin Shakhbut Al Nahyan
Tahnun bin Shakhbut Al Nahyan (in arabo طحنون بن شخبوط بن ذياب بن عيسى آل نهيان‎?; ... – 1833), è stato emiro di Abu Dhabi dal 1818 al 1833. Dopo aver deposto suo fratello Muhammad con il sostegno del padre governò con in collaborazione con quest'ultimo. Sotto Tahnun, Abu Dhabi nel 1820 entrò a far parte degli Stati della Tregua.

## Ascesa al trono
Tahnun ascese al trono dopo aver deposto ed esiliato suo fratello Muhammad con il sostegno del padre. Shakhbut, pur non essendo il sovrano, aveva un ruolo di primo piano. Fu lui a firmare il Trattato marittimo generale del 1820 con gli inglesi con il quale Abu Dhabi entrò a far parte degli Stati della Tregua. Guidò il sacco su Ras al-Khaima e il bombardamento delle comunità costiere che si svolse durante la campagna punitiva britannica del Golfo persico contro gli al-Qasimi del 1819. Al contrario, un accordo di pace del 1824 con il sovrano di Sharja Sultan I bin Saqr al-Qasimi sui forti dell'oasi di al-Buraymi riporta la firma di Tahnun.

## Attacco su Abu Dhabi
Lo sceicco esiliato Muhammad tornò ad Abu Dhabi alla fine del 1823 con una forza di beduini Manasir e saccheggiò la città. Fu cacciato, con la perdita di 35 uomini, da Tahnun, che era intervenuto dall'interno per incontrarlo. Muhammad si diresse quindi verso Sharja, ma Tahnun lo seguì con le sue milizie e chiese allo sceicco Sultan di consegnarglielo. Sultan fu liberato dal compiere la scelta quando Muhammad fuggì di nuovo in esilio.

## al-Buraymi
Man mano che Abu Dhabi cresceva, molti dei suoi abitanti mantenevano i collegamenti con la città dell'entroterra di al-Buraymi, che in seguito sarebbe stata divisa tra l'Oman, dove mantenne il nome di al-Buraymi, e l'emirato di Abu Dhabi, dove prese il nome di al-'Ayn. Tahnun lavorò per stabilirvi la sua influenza, instaurando una pace tra i Na'im dell'oasi e i loro parenti separatisti, gli Al Nuami di Ajman e gli Al Bu Shamis. Al-Buraymi attirava l'interesse dei potenti della zona inclusi il sultano di Mascate, i wahhabiti, che avevano fatto numerose incursioni, e lo sceicco di Sharja Sultan I bin Saqr al-Qasimi, che aveva realizzato una serie di forti nell'oasi. Tahnun comandò la lealtà di molte delle famiglie beduine della zona. Nel 1839 disse agli inglesi: "Ne sarete consapevole, Dhahirah appartiene a noi". Stabilì il suo primato in quella terra quando nel 1824 costrinse Sultan I bin Saqr al-Qasimi a siglare un accordo che riconobbe la rivendicazione di Tahnun su al-Buraymi e poi demolì i forti che aveva costruito lì.

## Morte
Diffidando dai fratelli Khalifa e Sultan, Tahnun li tenne lontani da Abu Dhabi ma suo padre lo persuase a lasciarli tornare. Riuscì a scoprire un complotto volto a deporlo e imprigionò un certo numero di cospiratori. Questa azione spinse i cospiratori all'azione e Tahnun fu ucciso dai suoi due fratelli nell'aprile del 1833. Gli succedette lo sceicco Khalifa.